# Bernardo de Sandoval y Zúñiga

Armas de Bernardo como conde de Lerma.

Bernardo de Sandoval y Zúñiga (-antes de 1570), III conde de Lerma fue un noble español del siglo XVI.

## Biografía
Era el hijo primogénito del matrimonio formado por Luis Gómez de Sandoval y Enríquez, III marqués de Denia; y Catalina Zúñiga. Tuvo varios hermanos:
- Francisco de Sandoval, que sucedería a Bernardo como conde de Lerma; y en 1
- Luis de Sandoval, muerto soltero y sin sucesión.
- Francisca de Sandoval casada con Antonio Manrique (-1571), V conde de Paredes, sin descendencia. Francisca fue después camarera mayor de la infanta Isabel Clara Eugenia.

Bernardo se desposo con Francisca de la Cueva, hija de Beltrán II de la Cueva y Álvarez de Toledo, III duque de Alburquerque.  Este matrimonio nunca llegó a consumarse.
Fue enterrado en el convento de Nuestra Señora de Belén en Valladolid. Este convento estaba bajo patronazgo de su familia y había sido fundado por su tía abuela María de Sandoval. Tras su muerte su viuda contraería matrimonio con Claudio Fernández Vigil de Quiñones, IV conde de Luna; del que tampoco tuvo sucesión.